# Pyramica mustelina
Pyramica mustelina är en myrart som först beskrevs av Weber 1934.  Pyramica mustelina ingår i släktet Pyramica och familjen myror. Inga underarter finns listade i Catalogue of Life.